# Festival de Ópera de Savonlinna

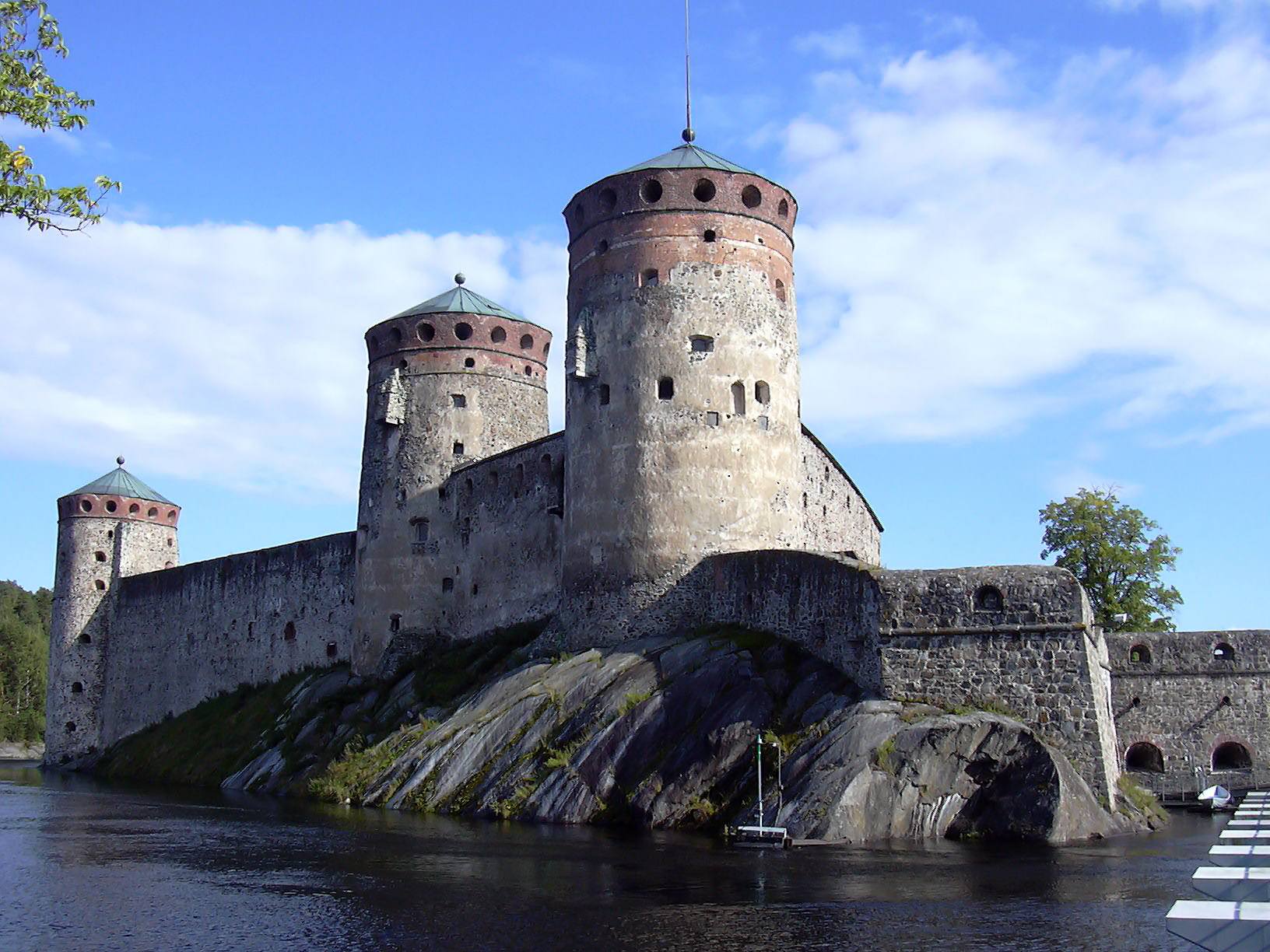
Castelo de Savonlinna, onde ocorre o festival

Festival de Ópera de Savonlinna é um festival que ocorre anualmente entre julho e agosto em Savonlinna na Finlândia. O festival é realizado no Castelo de Savonlinna, construído em 1475. O festival ocorreu anualmente entre 1912 e 1916 e em 1930 sob o nome de Olavinlinna Opera Festival, sendo idealizado e organizado pela soprano Aino Ackté. O festival foi retomado em 1955 com o objetivo de promover o canto de Lied por meio de aulas, mas somente voltou a receber óperas em 1967.